# Jędrzychów (Nysa)
Jędrzychów – zwyczajowa nazwa części Nysy, obejmuje osiedle domków jednorodzinnych powstałych przy granicy wsi Jędrzychów. We wsi Jędrzychów od strony Nysy także powstało osiedle domków jednorodzinnych. Oba osiedla są zintegrowane i miejsce granicy nie jest wyróżnione. Osiedle Jędrzychów uznawane jest część Radoszyna.
Osiedle ograniczają:
- pas fortyfikacji Twierdzy Nysa
- granica dawnego poligonu
- granica Nysy z wsią Jędrzychów
- ulica Otmuchowska

Od pozostałej części miasta Jędrzychów oddzielone jest przez pas fortyfikacji Twierdzy Nysa.